# Ostrówek (powiat łęczycki)
Ostrówek – wieś w Polsce, położona w województwie łódzkim, w powiecie łęczyckim, w gminie Grabów.
| SIMC    | Nazwa      | Rodzaj    |
| ------- | ---------- | --------- |
| 1039116 | Huby       | część wsi |
| 0284316 | Kontrowers | część wsi |

Wieś szlachecka Ostrówko położona była w drugiej połowie XVI wieku w powiecie łęczyckim województwa łęczyckiego. W latach 1975–1998 miejscowość należała administracyjnie do województwa konińskiego.
Wierni Kościoła rzymskokatolickiego należą do parafii św. Mateusza Apostoła i św. Rocha w Starej Sobótce, a wierni Kościoła Starokatolickiego Mariawitów do parafii Przenajświętszego Sakramentu w Kadzidłowej. 